# Knićanin
Pour les articles homonymes, voir Knićanin (homonymie).
Knićanin (en serbe cyrillique : Книћанин ; en allemand : Rudolfsgnad ; en hongrois : Rezsőháza) est une localité de Serbie située dans la province autonome de Voïvodine et sur le territoire de la Ville de Zrenjanin, district du Banat central. Au recensement de 2011, elle comptait 1 747 habitants.
Knićanin est officiellement classé parmi les villages de Serbie.

## Nom de la ville
La ville tire son nom actuel du voïvode Stevan Knićanin, qui commandait les escadrons de volontaires serbes durant la révolution de 1848. Elle est aussi parfois appelée Knićaninovo (Книћаниново).
Autrefois Knićanin s'appelait Rudolfsgnad, nom provenant du prince Rudolf (1858-1889) de la dynastie des Habsbourg. En hongrois, la ville était connue sous le nom de Rezsőháza.

## Histoire
La ville a été fondée en 1866. Avant la Seconde Guerre mondiale, elle comptait 3 000 habitants, dont une majorité d'Allemands en provenance de la Souabe danubienne.
Après la Seconde Guerre mondiale, la ville fut utilisée par les partisans communistes yougoslaves comme camp d'internement pour les Allemands de Voïvodine. Environ 17 200 prisonniers étaient enfermés dans ce camp. Il fut en service du 10 octobre 1945 jusqu'en mars 1948. Environ 11 000 personnes y trouvèrent la mort, principalement à cause du typhus, de la malaria et de la malnutrition. On conserve aujourd'hui des documents sur 7 767 morts[réf. nécessaire].
Après la fermeture du camp, des familles serbes en provenance de Bosnie-Herzégovine, de Croatie et du Monténégro furent installées dans la ville.
Un mémorial en l'honneur des victimes fut construit à proximité en 1998, avec une inscription en serbe et en allemand : « Ici reposent nos concitoyens d'origine allemande qui moururent de faim, de maladie et de froid dans le camp de Knićanin/Rudolfsgnad 1946-1948. Qu'ils reposent en paix. » On peut lire en plus petits caractères : « Aux victimes d'Elemir/Elemer dans le camp de Knićanin/Rudolfsgnad 314. »

## Démographie

### Évolution historique de la population
| 1948  | 1953  | 1961  | 1971  | 1981  | 1991  | 2002  | 2011  |
| ----- | ----- | ----- | ----- | ----- | ----- | ----- | ----- |
| 5 977 | 1 802 | 2 169 | 2 251 | 2 226 | 2 227 | 2 034 | 1 747 |

|  |